# Комлева Світлана
Світлана Комлева (рос. Светлана Комлева, нар. 15 грудня 1973) — колишня професійна тенісистка з Молдови.
13 березня 1995 року вона досягла найвищого рейтингу в одиночному розряді серед світових тенісисток №132, а її найкращий парний рейтинг за версією WTA склав №158 7 серпня 1995 року. Комлева виграла чотири турніри в одиночному розряді та шість у парному розряді ITF.
Вона дебютувала в головному розіграші турніру WTA на Відкритому чемпіонаті Австрії, у парному заліку у партнерстві з Тетяною Єчменицею.
Виступаючи за збірну Кубка Молдови, вона мала перемогу / програш 8–2.

## Фінал ITF
| Легенда         |
| --------------- |
| Турнір $100 000 |
| Турнір $75 000  |
| Турнір $50 000  |
| Турнір $25 000  |
| Турнір $10 000  |

### Одиночний: 6 (4–2)
| Результат  | №  | Дата                | Турнір                     | Поверхня  | Суперник         | Рахунок           |
| ---------- | -- | ------------------- | -------------------------- | --------- | ---------------- | ----------------- |
| Переможець | 1. | 24 листопада 1991 р | ITF Ново-Хамбург, Бразилія | Глина     | Паола Суарес     | 6–2, 7–5          |
| Поразка    | 2. | 11 січня 1993 р     | ITF Берген, Норвегія       | Килим (i) | Олена Саволді    | 2–6, 3–6          |
| Переможець | 3. | 10 жовтня 1993 року | ITF Київ, Україна          | Глина     | Олена Татаркова  | 3–6, 6–3, 7–6 (4) |
| Переможець | 4. | 16 травня 1994 р    | ITF Ратцебург, Німеччина   | Глина     | Таня Карстен     | 6–4, 6–3          |
| Поразка    | 5. | 27 червня 1994 року | ITF Штутгарт, Німеччина    | Глина     | Татьяна Єчменіца | 3–6, 6–7 (5)      |
| Переможець | 6. | 11 липня 1994 р     | ITF Дармштадт, Німеччина   | Глина     | Беттіна Фулько   | 6–4, 6–1          |

### Парний розряд: 13 (6–7)
| Результат  | No. | Дата                 | Турнір                            | Покриття  | Партнер            | Суперник                             | Рахунок            |
| ---------- | --- | -------------------- | --------------------------------- | --------- | ------------------ | ------------------------------------ | ------------------ |
| Поразка    | 1.  | 16 жовтня 1989 р.    | ITF Супетар, Югославія            | Глина     | Агнесе Густмане    | Івана Янковська Ева Меліхарова       | 2–6, 3–6           |
| Поразка    | 2.  | 26 березня 1990 р.   | ITF Мадрид, Іспанія               | Глина     | Наталія Білецька   | Карін Кшвендт Патрісія Міллер        | 6–4, 5–7, 3–6      |
| Поразка    | 3.  | 30 квітня 1990 р.    | ITF Лі-он-Солент, Велика Британія | Глина     | Наталія Білецька   | Катаріна Берштейн Анніка Нарбе       | 4–6, 4–6           |
| Поразка    | 4.  | 2 вересня 1991 р.    | ITF Бургас, Болгарія              | Хард      | Марія Марфіна      | Аїда Халатян Курегян Каріна          | 4–6, 2–6           |
| Переможець | 5.  | 28 жовтня 1991 р.    | ITF Порту-Алеґрі, Бразилія        | Глина     | Марія Марфіна      | Алессандра Каул Керолайн Шук         | 6–1, 6–4           |
| Переможець | 6.  | 24 листопада 1991 р. | ITF Ново-Хамбург, Бразилія        | Глина     | Марія Марфіна      | Паола Суарес Памела Зінгман          | 6–4, 6–3           |
| Поразка    | 7.  | 2 березня 1992 р.    | ITF Гранада, Іспанія              | Хард      | Марія Марфіна      | Олена Погорелова Павліна Райзлова    | 4–6, 6–7(5)        |
| Переможець | 8.  | 3 серпня 1992 р.     | ITF Падерборн, Німеччина          | Глина     | Ірина Сухова       | Надя Бейк Анке Маршл                 | 2–6, 6–4, 6–2      |
| Переможець | 9.  | 11 січня 1993 р.     | ITF Берген, Норвегія              | Килим (i) | Лариса Митрофанова | Метте Зігмундстад Моллі Улвін        | 6–2, 2–6, 6–0      |
| Поразка    | 10. | 24 березня 1993 р.   | ITF Реймс, Франція                | Глина     | Ольга Лугіна       | Марція Гроссі Ріта Гранде            | 4–6, 4–6           |
| Переможець | 11. | 4 жовтня 1993 р.     | ITF Київ, Україна                 | Глина     | Наталія Білецька   | Даша Котова Симона Недоростова       | 3–6, 6–3, 2–0 ret. |
| Переможець | 12. | 22 травня 1994 р.    | ITF Ратцебург, Німеччина          | Глина     | Неллі Баркан       | Магалі Бенітес Марія Долорес Кампана | 6–3, 5–7, 6–7(6)   |
| Поразка    | 13. | 10 квітня 1995 р.    | ITF Пловдив, Болгарія             | Глина     | Ірина Сухова       | Теодора Недева Антоанета Пандєрова   | 5–7, 1–6           |